# 貝雷什蒂
貝雷什蒂是羅馬尼亞的城鎮，位於該國東部，距離首府加拉茨約75公里，由加拉茨縣負責管轄，面積47.12平方公里，海拔高度140米，每年平均降雨量約500毫米，2011年人口2,853。
46°6′N 27°53′E / 46.100°N 27.883°E